# Генрих III (ландграф Гессен-Марбурга)
Генрих III Богатый (англ. Heinrich III. der Reiche; 15 октября 1440, Шпангенберг, Гессен — 13 января 1483[…], Марбург, ландграфство Гессен) — ландграф Верхнего Гессена в 1458—1483 годах.

## Биография
После смерти своего отца Людвига I в 1458 году Генрих стал править Верхним Гессеном со столицей в Марбурге, а его брат Людвиг II — Нижним Гессеном со столицей в Касселе. В 1458 году он стал титуловаться ландграфом Гессен-Марбурга. Его прозвище «Богатый» указывает на благосостояние его территорий и право взимать пошлины на Рейне, полученное после его женитьбе на Анне, дочери и наследнице последнего графа Катценельнбогена Филиппа и его жены Анны Вюртембергской.
Спор с братом о точной границе земель они урегулировали только в 1470 году, после продолжавшейся несколько месяцев войны. Мир был заключен при посредничестве другого брата — будущего кёльнского архиепископа Германа IV.
Генриху наследовал его сын Вильгельм III. Он погиб молодым не оставив потомство, поэтому ландграфство наследовал его двоюродный брат Вильгельм II, сын Людвига II.

## Дети
Сыновья:
- Фридрих, умер в младенчестве
- Людвиг III (1461—1478)
- Вильгельм III (1471—1500) ⚭ 1498 Елизавета Пфальцская
- Генрих (1474), умер в младенчестве

Дочери:
- Елизавета (1466—1523), ⚭ 1482 Иоганн V, граф Нассау-Дилленбурга; внук — Вильгельм Молчаливый[3]
- Матильда (1473—1505), ⚭ 1489 Иоганн II, герцог Клевский; внучка — Анна Клевская[3]